# Kreuzigungsgruppe

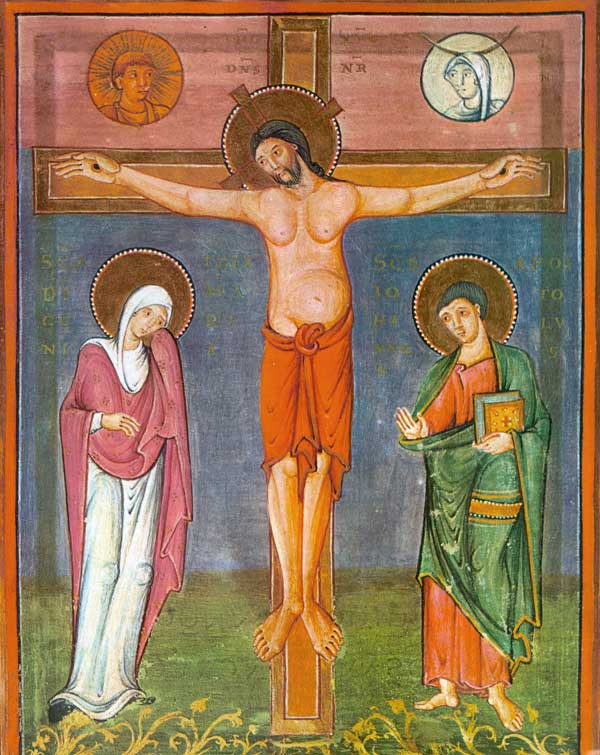
Lorscher Sakramentar, um 1000, Darstellung mit Sonne und Mond

Kreuzigungsgruppe ist ein ikonografischer Topos für die bildliche Darstellung der Kreuzigung Christi mit einer Personengruppe zu Füßen des Kreuzes, während auf einem Kruzifix in der Regel nur die Gestalt Jesu dargestellt ist. Die Personen sind meist Maria, die Mutter Jesu, und einer seiner Jünger, in der Regel, in Anlehnung an die Evangelien, der Apostel Johannes. Kreuzigungsgruppen wurden in der Tradition der Ikonographie oft auch um andere Figuren erweitert. Als Bestandteil eines Kreuzwegs werden sie auch Golgatha-Gruppe (nach der Bezeichnung Golgota für den Ort der Kreuzigung Jesu in Jerusalem) genannt.

## Zum Motiv
Die Darstellung mit Maria und dem Apostel Johannes bezieht sich auf das Johannesevangelium (Joh 19,25–27 ):

„Bei dem Kreuz Jesu standen seine Mutter und die Schwester seiner Mutter, Maria, die Frau des Klopas, und Maria von Magdala. Als Jesus seine Mutter sah und bei ihr den Jünger, den er liebte, sagte er zu seiner Mutter: Frau, siehe, dein Sohn! Dann sagte er zu dem Jünger: Siehe, deine Mutter! Und von jener Stunde an nahm sie der Jünger zu sich.“

Es handelt sich um einen zentralen Topos eines Andachtsbildes. In der zeitlichen Abfolge der Darstellung der Passion findet sich die Kreuzigungsgruppe oft zwischen jener von Jesus und dem reuigen Schächer und der Darreichung eines mit Essig getränkten Schwamms, auf die der Tod Jesu am Kreuz folgt.

## Historische Entwicklung
Kreuzigungsgruppen sind oft Fresken, Gemälde, bildhauerische Werke oder Plastiken. Sie befinden sich in Kirchen, Klöstern, Bildstöcken, sind Stationen von Kreuzwegen, Kalvarienbergen oder Flur- oder Gipfelkreuze. In der Bretagne entstand im 16. Jahrhundert der Calvaire, auf dem in kompakter Form neben der Hinrichtung Jesu auch andere Szenen der Heilsgeschichte dargestellt sind.
Die frühen Darstellungen bis in die Romanik zeigten Christus noch als König; der Gekreuzigte in der Gruppe der Seinen entwickelte sich bis zur Gotik. Je nach Art und Ort der Darstellung befinden sich in einer Kreuzigungsgruppe auch andere Figuren als Maria und Johannes, etwa der gute und der schlechte Schächer (Dismas und Gestas bzw. Kosmas), der Soldat, der den Schwamm mit Essig tränkt (apokryph Stephaton genannt), die würfelnden Soldaten, wie auch der, der Jesus mit der Lanze die Seite öffnet (Letzterer in der Tradition später oft als Longinus bezeichnet).
Die Darstellungen lösten sich mit der Zeit vom Text des Evangeliums und nahmen Überlieferungen etwa aus der Legenda Aurea, Gestalten von Heiligen oder Inhalte von Privatoffenbarungen auf, etwa der Relationes de via et passione Jesu Christi et gloriosae virginis Mariae matris eius der heiligen Birgitta. Dazu gehören der Schädel Adams am Fuß des Kreuzes, Engel, der Palmesel, Heilige aus allen Zeiten sowie Stifterfiguren und Volk, letztere aus dem Motiv des Mitleidens (compassio) heraus. Solche vielfigurigen Bilder und Skulpturen werden als Kreuzigung im/mit Gedräng bezeichnet. Im Barock kehrte man zu einer reduzierten Darstellung zurück, indem den emotionellen Befindlichkeiten der zentralen Figuren die Aufmerksamkeit galt.

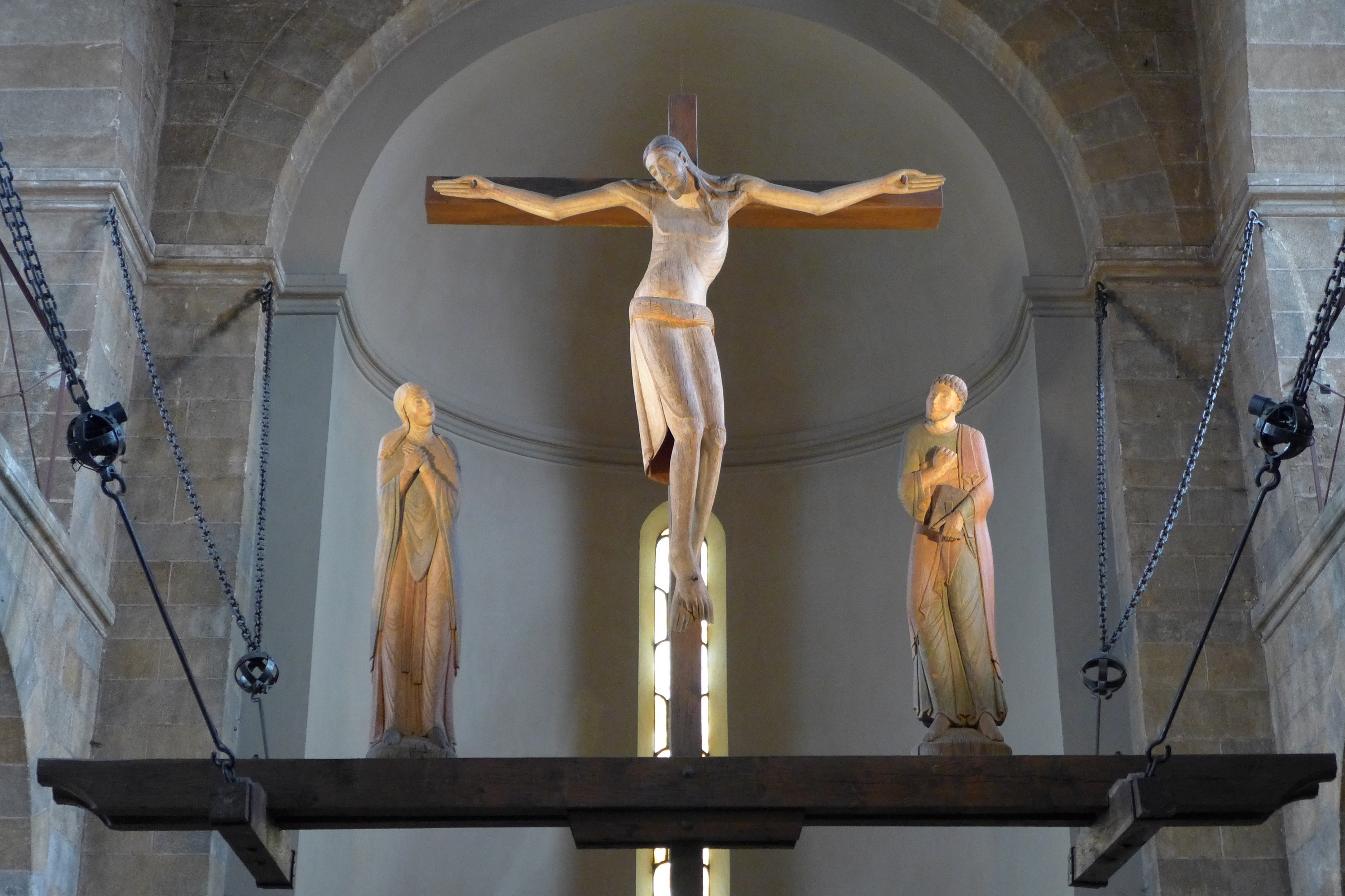
Romanische Kreuzigungsgruppe (Basilika Seckau)
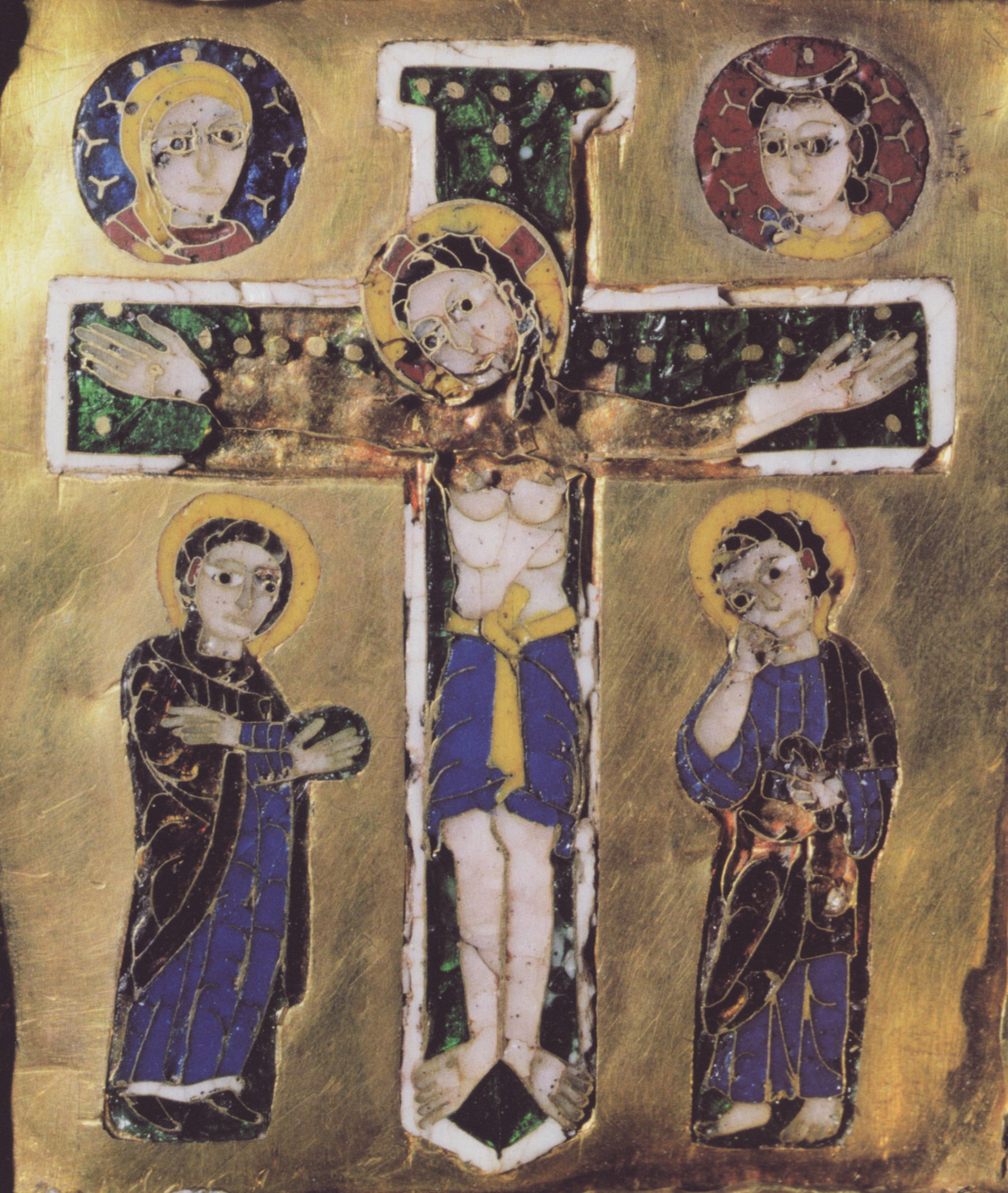
Emailarbeit auf dem Vortragekreuz des Essener Domschatzes (10. Jahrhundert).
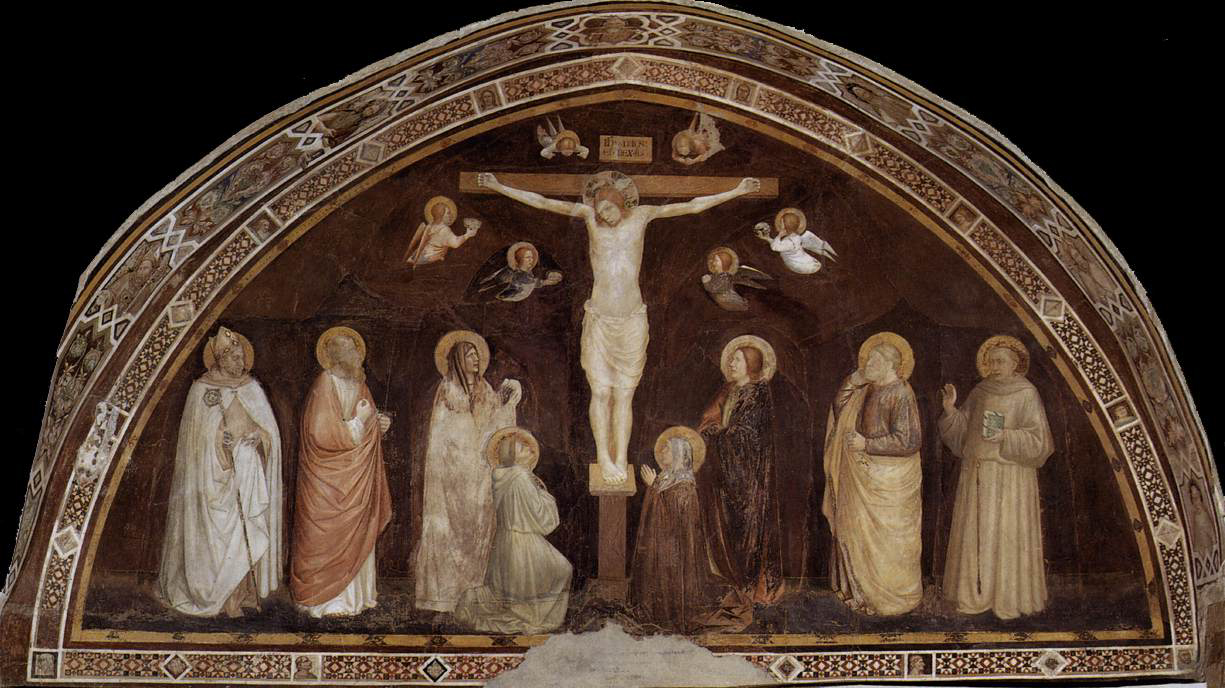
Mit franziskanischen Heiligen, Fresko von Puccio Capanna (um 1330, Basilica di San Francesco, Assisi).
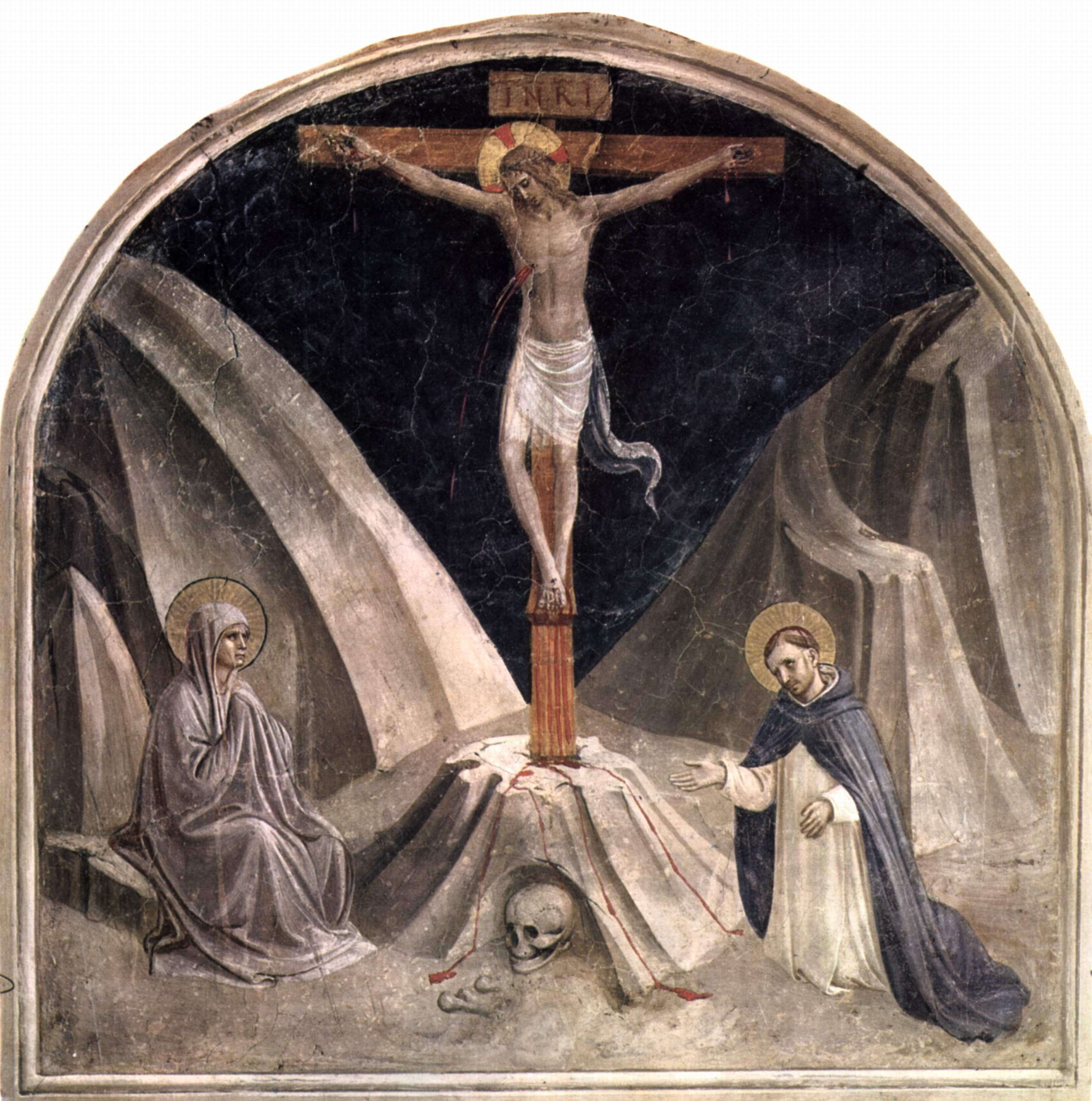
Mit Maria und Dominikus, am Fuße des Kreuzes der Schädel Adams; Fresko von Beato Angelico (etwa 1437–1446, Dominikanerkloster San Marco in Florenz).
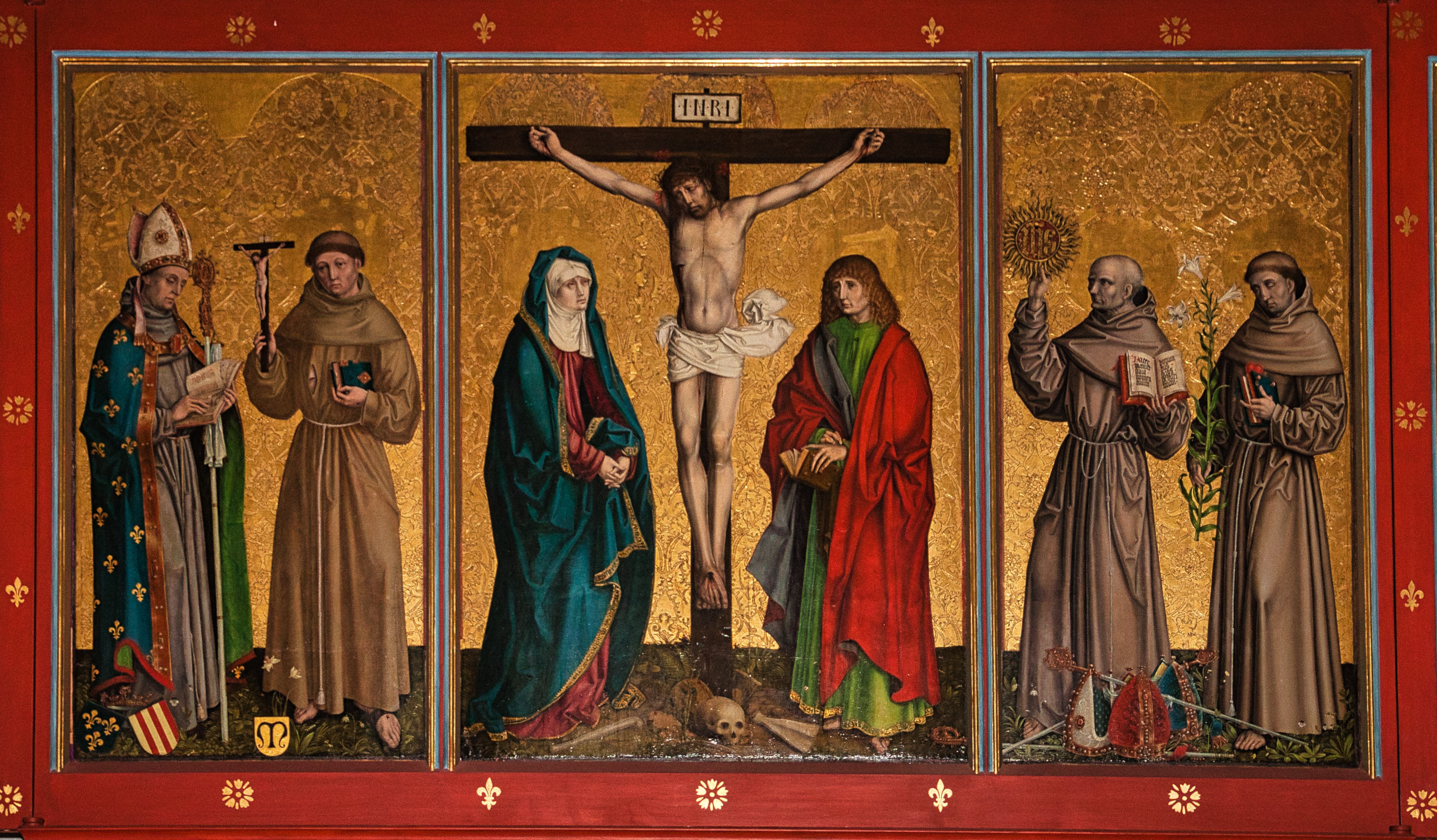
Kreuzigungsgruppe flankiert von 4 Franziskanerheiligen, von Nelkenmeister, 1480, Franziskanerkirche Freiburg (Schweiz)
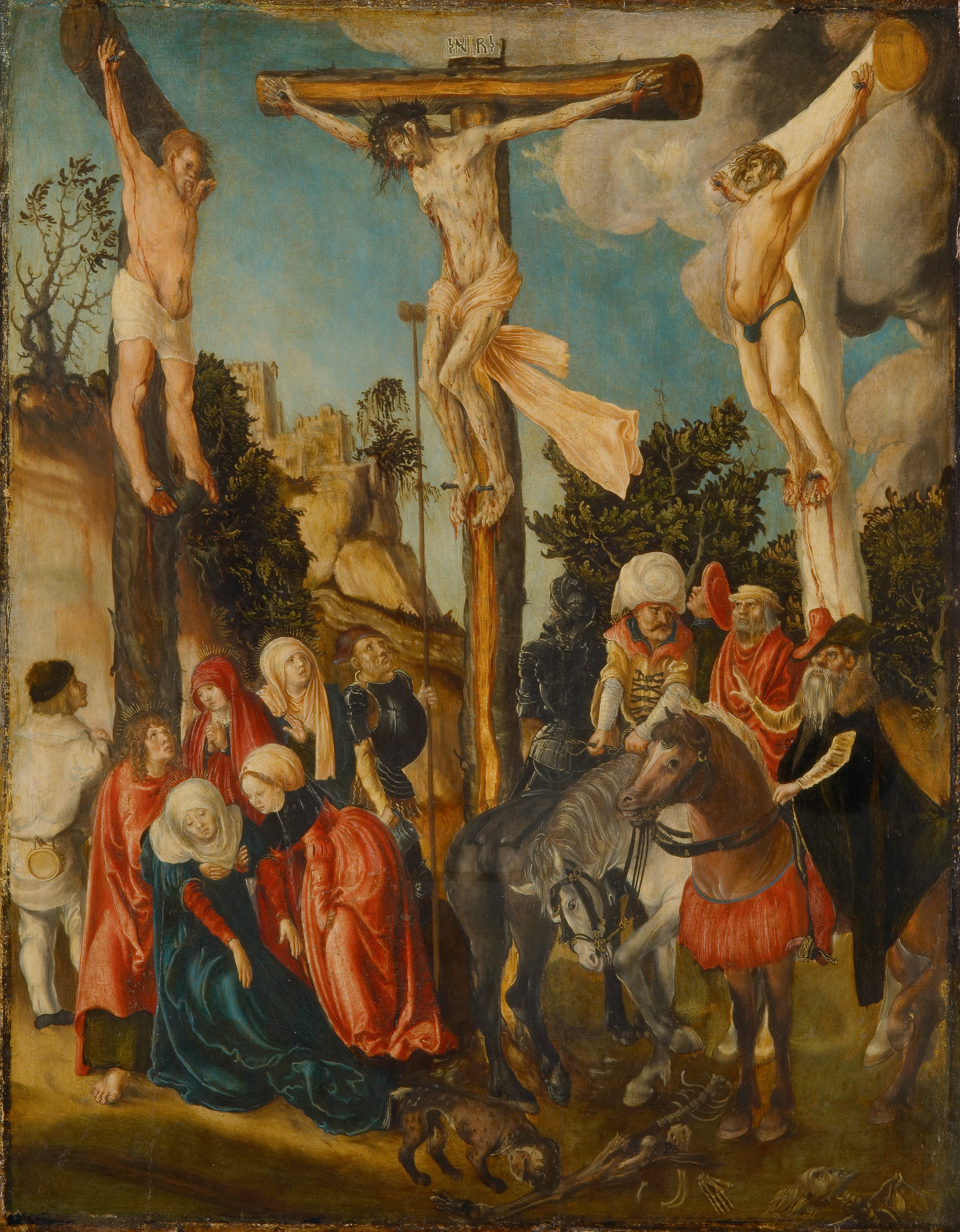
Lucas Cranach d. Ä.: Kreuzigung Christi (1501), mit den drei Marien, den heiligen Johannes, Stephaton und weitere Figuren.
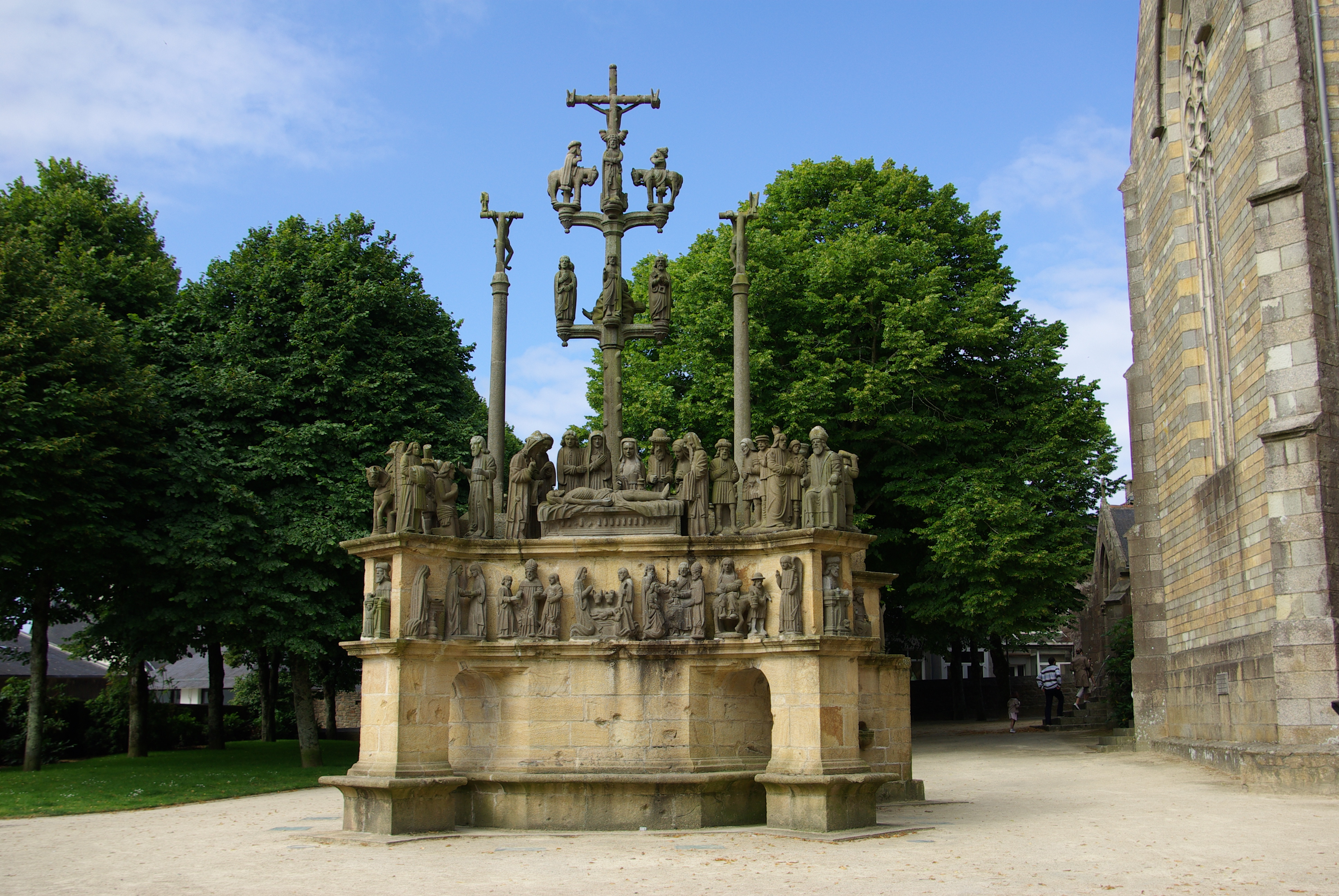
Calvaire (17. Jahrhundert) in Plougastel-Daoulas, Bretagne.
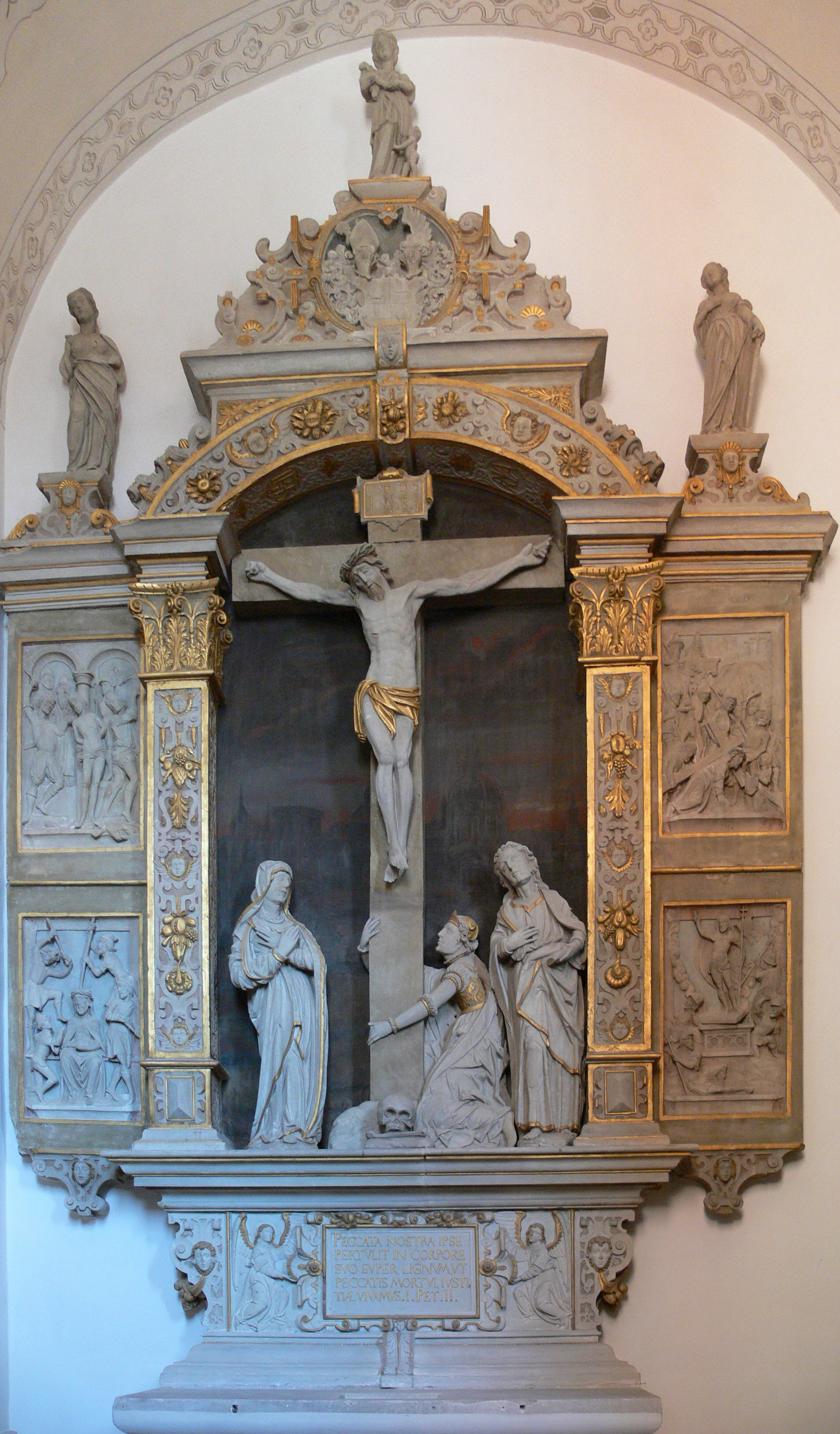
Frühbarocker Kreuzaltar mit Maria, Johannes und Maria Magdalena zu Füßen des Kreuzes (Basilika St. Vitus, Ellwangen).
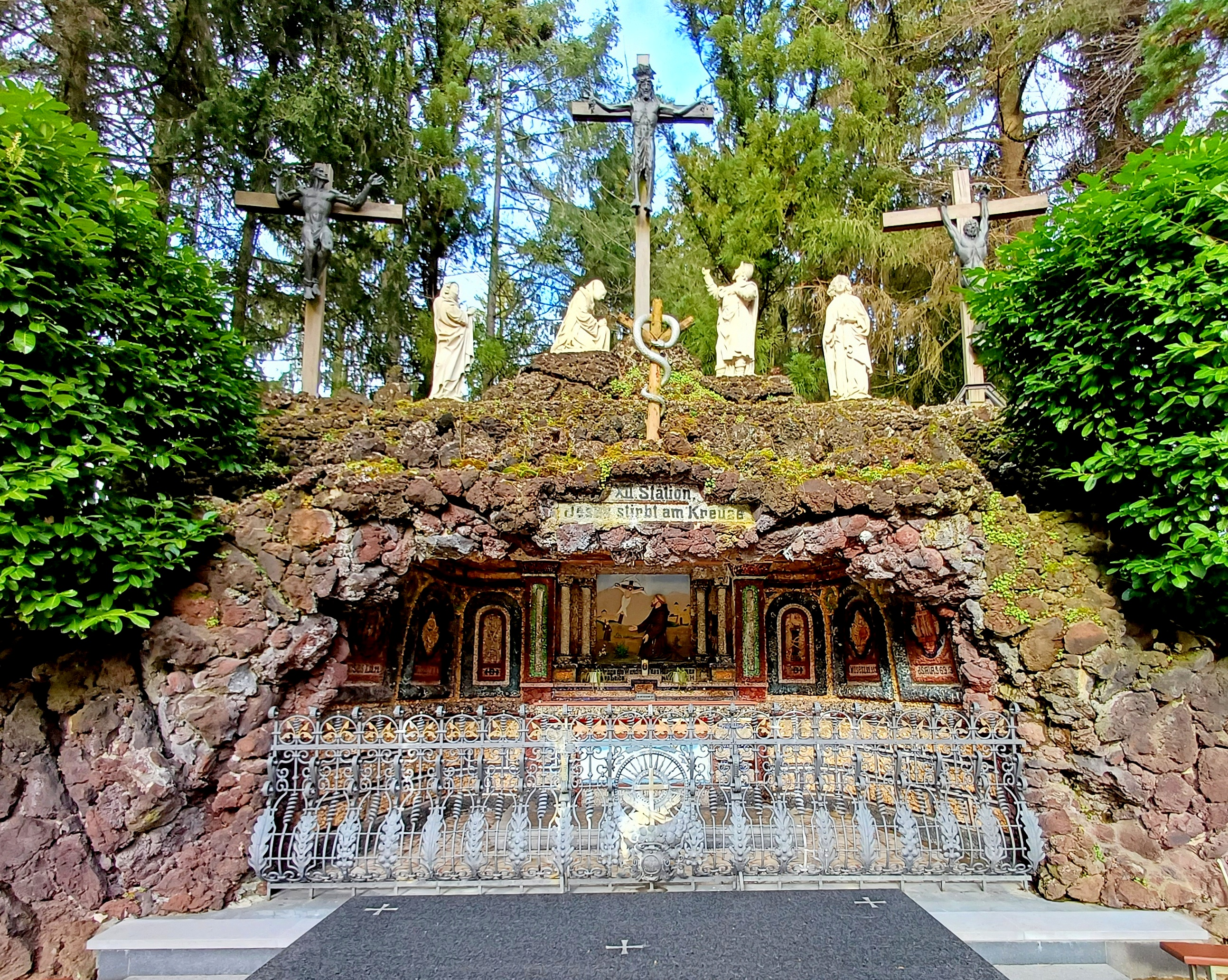
XII. Station des Kalvarienbergs der Wallfahrtsstätte Moresnet-Chapelle
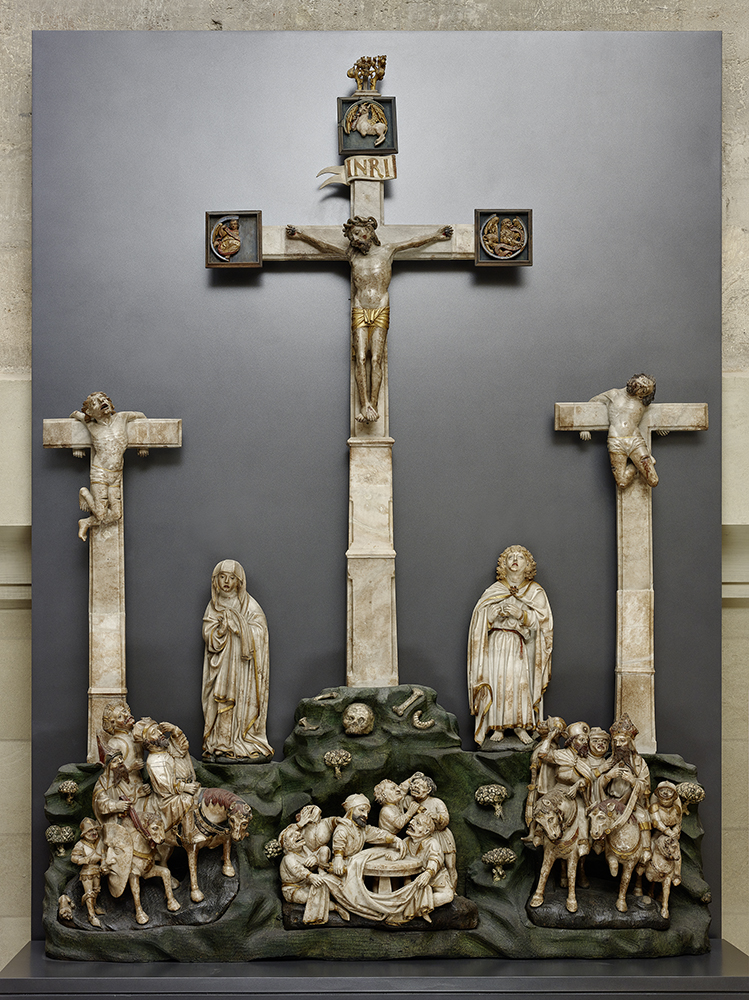
Alabaster-Kalvarienberg, Mitteldeutschland, 1440–1460, Domschatz Halberstadt

## Beispiele
| Skulpturen, Gemälde: - Kreuzigungsgruppe Alt-Oberbolheim - Kreuzigungsgruppe (Bad Wimpfen) - Kreuzigungsgruppe (Escherndorf) - Kreuzigungsgruppe (Pingsheim) - Kreuzigungsgruppe (Stuttgart) - Kreuzigungsgruppe (Wiesentheid) | Beispiele aus der Glasmalerei - Kreuzigungsfenster (Koisdorf) - Kreuzigungsfenster (Drove) |